# Слеттемарк, Уилок
Уило́к Сле́ттемарк (норв. Uiloq Slettemark; род. 6 августа 1965, Варде, Рибе) — гренландская биатлонистка и датская лыжница, многократная участница чемпионатов мира, тренер женской сборной Гренландии по биатлону. Жена гренландского биатлониста Эйстейна Слеттемарка.

## Биография
На Кубке мира дебютировала 30 ноября 2000 года в австрийском Хохфильцене и заняла в своей первой гонке 82-е место с семью штрафными минутами.
Лучший результат на Кубке мира — 40-е место в спринте, который прошёл в феврале 2003 года в Лахти (всего в той гонке принимали участие 42 спортсменки).
Участница семи чемпионатов мира по биатлону и двух — по лыжным видам спорта.

## Завершила карьеру.
В Кубке мира по биатлону, в сезоне 2018/2019 годов.

## Статистика выступлений на чемпионатах мира по биатлону
| Год  | Место проведения | Индивид. | Спринт | Пресл. |
| ---- | ---------------- | -------- | ------ | ------ |
| 2001 | Поклюка          | 81       | 81     | —      |
| 2003 | Ханты-Мансийск   | 55       | 48     | Круг   |
| 2004 | Оберхоф          | 82       | 68     | —      |
| 2005 | Хохфильцен       | 85       | 72     | —      |
| 2007 | Антерсельва      | 88       | 84     | —      |
| 2009 | Пхёнчхан         | 92       | 88     | —      |
| 2012 | Рупольдинг       | 110      | 107    | —      |